# Ubisoft Red Storm
Ubisoft Red Storm (voormalig Red Storm Entertainment) is een Amerikaans computerspelontwikkelaar gevestigd in Cary, North Carolina. Het bedrijf werd in 1996 opgericht en in 2000 overgenomen door Ubisoft. Het bedrijf is het meest bekend voor spellen met de Tom Clancy-naam, zoals de Tom Clancy's Rainbow Six, Tom Clancy's Ghost Recon en Tom Clancy's Splinter Cell-spellen.
Red Storm Entertainment ontstond in 1996 als samenwerking tussen de schrijver Tom Clancy  en een kapitein van het Amerikaanse leger, Doug Littlejohns. Ze bedachten een formule waar een boek en een game samen uit werden gebracht. Littlejohns richtte Red Storm Entertainment op en onder die naam bracht hij de nieuwe formule op de markt. 
Later bracht Red Storm Entertainment alleen maar games uit, waaronder Tom Clancy's Politika en Tom Clancy's Rainbow Six. In het jaar 2000 werd Red Storm Entertainment onderdeel van Ubisoft en hernoemd naar Ubisoft Red Storm conform de namen van de andere dochterbedrijven van Ubisoft.

## Spellen
| Release | Titel                                          | Platform                                                  |
| ------- | ---------------------------------------------- | --------------------------------------------------------- |
| 1997    | Tom Clancy's Politika                          | Windows                                                   |
| 1998    | Dominant Species                               | Windows                                                   |
| 1998    | Tom Clancy's Rainbow Six                       | Dreamcast, Nintendo 64, PlayStation, Windows              |
| 1998    | Tom Clancy's ruthless.com                      | Windows                                                   |
| 1999    | Aironauts                                      | PlayStation                                               |
| 1999    | Force 21                                       | Windows                                                   |
| 1999    | Tom Clancy's Rainbow Six: Rogue Spear          | Dreamcast, PlayStation, Windows                           |
| 2000    | Bang! Gunship Elite                            | Dreamcast, Windows                                        |
| 2000    | Freedom: First Resistance                      | Windows                                                   |
| 2000    | Shadow Watch                                   | Windows                                                   |
| 2001    | Tom Clancy's Ghost Recon                       | GameCube, PlayStation, Windows, Xbox                      |
| 2002    | The Sum of All Fears                           | Game Boy Advance, GameCube, Windows                       |
| 2003    | Tom Clancy's Rainbow Six 3: Raven Shield       | Windows                                                   |
| 2004    | Tom Clancy's Ghost Recon 2                     | GameCube, PlayStation 2, Xbox                             |
| 2005    | Tom Clancy's Rainbow Six: Lockdown             | GameCube, PlayStation 2, Windows, Xbox                    |
| 2006    | Tom Clancy's Ghost Recon Advanced Warfighter   | Xbox 360                                                  |
| 2007    | America's Army: True Soldiers                  | Xbox 360                                                  |
| 2007    | Tom Clancy's Ghost Recon Advanced Warfighter 2 | PlayStation 3, Xbox 360                                   |
| 2012    | Far Cry 3                                      | PlayStation 3, Windows, Xbox 360                          |
| 2012    | Tom Clancy's Ghost Recon: Future Soldier       | PlayStation 3, Windows, Xbox 360                          |
| 2014    | Far Cry 4                                      | PlayStation 3, PlayStation 4, Windows, Xbox 360, Xbox One |
| 2014    | Tom Clancy's Rainbow Six: Patriots             | PlayStation 4, Windows, Xbox One                          |
| 2016    | Werewolves Within                              | PlayStation 4, Windows                                    |
| 2016    | Tom Clancy's The Division                      | PlayStation 4, Windows, Xbox One                          |
| 2017    | Star Trek: Bridge Crew                         | PlayStation 4, Windows                                    |
| 2017    | Tom Clancy's Ghost Recon Wildlands             | PlayStation 4, Windows, Xbox One                          |
| 2019    | Tom Clancy's The Division 2                    | PlayStation 4, Windows, Xbox One                          |